# Oriopsis parvula
Oriopsis parvula är en ringmaskart som först beskrevs av Ehlers 1913.  Oriopsis parvula ingår i släktet Oriopsis och familjen Sabellidae. Inga underarter finns listade i Catalogue of Life.